# Pagny-sur-Meuse
Pagny-sur-Meuse är en kommun i departementet Meuse i regionen Grand Est (tidigare regionen Lorraine) i nordöstra Frankrike. Kommunen ligger i kantonen Void-Vacon som tillhör arrondissementet Commercy. År 2022 hade Pagny-sur-Meuse 1 026 invånare.

## Befolkningsutveckling
Antalet invånare i kommunen Pagny-sur-Meuse
| Referens: INSEE |